# Shambhala (filme)
Shambhala (estilizado como SHAMBHALA) é um filme de drama de 2024 dirigido por Min Bahadur Bham a partir de um roteiro escrito por Bahadur e Abinash Bikram Shah. Estrelado por Thinley Lhamo, Tenzin Dalha e Sonam Topden. Shambhala é o filme mais caro do Nepal feito com o orçamento de रू 15 crore (US$ 1,1 milhão). Foi selecionado na Competição do 74º Festival Internacional de Cinema de Berlim, onde competiu pelo Urso de Ouro. O filme narra a trajetória de vida de uma refugiada tibetana que está sentindo o peso da busca por seu marido desaparecido, uma tarefa que ela tem que fazer em meio à gravidez em circunstâncias precárias desafiadoras.
A coprodução internacional entre Nepal, França, Noruega, Hong Kong, China, Turquia, Taiwan, EUA e Catar estreou mundialmente em 23 de fevereiro de 2024 no Berlinale Palast. Shambhala é o primeiro longa-metragem nepalês a competir em um grande festival de cinema e o primeiro filme sul-asiático em três décadas a competir na competição principal da Berlinale. O filme também foi selecionado como a entrada nepalesa de Melhor Longa-Metragem Internacional no 97º Oscar.

## Sinopse
Pema, uma jovem recém-casada, vive em uma vila poliândrica no Himalaia nepalês com seu marido Tashi e seus dois irmãos, Karma e Dawa, que também são seus maridos. A vida deles é pacífica até que Tashi desaparece em uma viagem comercial de meses para Lhasa, e a fidelidade da recém-grávida Pema é questionada por seus vizinhos. Ela decide ir atrás de Tashi para limpar seu nome e mostrar sua devoção. Ela é acompanhada por Karma, um de seus maridos (irmão de Tashi) que também é monge. Karma inicialmente luta para se adaptar à vida mundana, mas logo aprende a apreciá-la e a cuidar de Pema. No entanto, ele tem que retornar ao seu monastério após a morte do Rinpoche (chefe do monastério), e Pema continua sozinha. Sua jornada não é apenas sobre encontrar Tashi, mas também sobre encontrar a si mesma e sua liberdade. Ela se torna mais espiritual e iluminada a cada passo. No final, Pema retorna à sua aldeia e confronta a retornada Tashi, defendendo-se e defendendo sua vida. Seu filho é revelado como a reencarnação do Rinpoche.

## Elenco
- Thinley Lhamo como Pema
- Sonam Topden como Karma
- Tenzin Dalha como Tashi
- Karma Wangyal Gurung como Dawa
- Karma Shakya como Ram sir
- Loten Namling como Rinpoche
- Tsering Lhamo Gurung como amigo de Pema
- Janga Bahadur Lama como pastor

## Produção
O filme foi rodado na região de Upper Dolpo, no Himalaia, entre o Nepal e o Tibete, um dos assentamentos humanos mais altos do planeta, localizado entre 4.200 a 6.000 metros acima do nível do mar. Min Bahadur Bham planejou dirigir seu segundo empreendimento como um filme de estrada de sobrevivência totalmente dirigido por mulheres. O filme eventualmente obteve financiamento para desenvolvimento de roteiro da ACF e da Cinéfondation Residence de Cannes, bem como do Festival Internacional de Cinema de Busan. O filme foi inicialmente intitulado como Chiso Barsha.
Em 2018, o diretor Min Bahadur Bham recebeu 6.000 euros no Festival de Cinema de Locarno e o filme foi coproduzido com o apoio do Open Doors Hub de Locarno. O roteiro do filme foi agraciado com o Prêmio Sorfond Norueguês em 2019, após ser selecionado entre um dos candidatos a receber a bolsa no fórum de pitching do Norwegian South Film Fund.
No 72º Festival de Cinema de Cannes, o cineasta recebeu 60.000 dólares americanos como prêmio especial em dinheiro para se envolver na execução do roteiro, convertendo-o em um longa-metragem. O filme também recebeu um prêmio especial em dinheiro de 75.000 euros do TRT 12 Punto Script Lab da Turquia por seu roteiro.

## Lançamento
Shambhala teve sua estreia mundial em 23 de fevereiro de 2024, como parte do 74º Festival Internacional de Cinema de Berlim, em Competição.
Em janeiro de 2024, a Best Friend Forever, sediada em Bruxelas, adquiriu os direitos de venda do filme.
O filme foi destaque na seção 'Features' do 71º Festival de Cinema de Sydney em 13 de junho de 2024. O filme também foi exibido em 'Horizons' no 58º Festival Internacional de Cinema de Karlovy Vary em 28 de junho de 2024. Também foi exibido na Piazza Grande no 77º Festival de Cinema de Locarno em 12 de agosto de 2024. Será exibido em 'Vanguard' no Festival Internacional de Cinema de Vancouver de 2024 em 2 de outubro de 2024. Também será apresentado na seção 'Strands: Journey' do Festival de Cinema de Londres BFI de 2024 em 15 de outubro de 2024.
O filme foi selecionado para o MAMI Mumbai Film Festival 2024, onde competiu na seção South Asia Competition e recebeu uma menção especial do júri do NETPAC.